# Zbigniew Gugniewicz
Zbigniew Gugniewicz (ur. 1 października 1936  w Cudzieniszkach w powiecie oszmiańskim, zm. 20 stycznia 2011 w Gdańsku) – polski bokser walczący w kategorii ciężkiej, medalista mistrzostw Europy.
Zdobył brązowy medal na mistrzostwach Europy w 1961 w Belgradzie po zwycięstwie nad Emilem Svarickiem z Austrii  i porażce w półfinale z późniejszym mistrzem Andriejem Abramowem z ZSRR. Zajął 2. miejsce w Mistrzostwach Armii Zaprzyjaźnionych w 1963 w Łodzi po przegranej w finale z Wadimem Jemieljanowem.
Był mistrzem Polski w wadze ciężkiej w 1963, wicemistrzem w 1966 oraz brązowym medalistą w 1957 i 1959
.
W latach 1957–1963 czterokrotnie walczył w reprezentacji Polski, odnosząc 3 zwycięstwa.
Był zawodnikiem CWKS Bydgoszcz i Polonii Gdańsk.
Po zakończeniu kariery przez wiele lat był marynarzem, a później pracował w Stoczni Gdańskiej i w firmie ochroniarskiej.